# Министерство транспорта Канады
Министерство транспорта Канады отвечает за разработку правил, политик и услуг в сфере автомобильного, железнодорожного, морского и воздушного транспорта в Канаде. Является частью Департамента транспорта, инфраструктуры и общин (TIC). На апрель 2025 года министром транспорта Канады является Христя Фриланд. Штаб-квартира находится в Оттаве, Онтарио; региональные представительства открыты в Ванкувере, Эдмонтоне, Виннипеге, Торонто, Монреале и Монктоне.

## История
Основы Министерства транспорта Канады были заложены ещё в 1935 году во времена правления кабинета Уильяма Кинга. Произошло слияние трёх учреждений под руководством Кларенса Хау: Департамента железных дорог и каналов, Департамента морского транспорта и Департамента гражданской авиации Министерства национальной обороны. По инициативе Хау также были созданы Национальный Совет по портам и Трансканадские воздушные линии. Закон о Министерстве транспорта вступил в силу 2 ноября 1936 года. 
В 1994 году в федеральном правительство произошла реорганизация. Раньше Минтранспорта отвечало также за Канадскую береговую охрану, Морской путь Святого Лаврентия, аэропорты и морские порты, а также Via Rail и CN Rail. Значительные сокращения Министерства транспорта Канады привели к приватизации CN Rail, береговая охрана была передана Министерству рыболовства и океанов Канады, а морские пути, различные порты и аэропорты были переданы местным эксплуатационным органам. Минтранспорта в результате этих процессов сосредоточилось на политике и регулировании, а не на транспортных операциях.
В 2004 году Министерство транспорта Канады ввело в аэропортах досмотр всех посетителей (а не только пассажиров) для повышения безопасности как аэропортов, так и гражданской авиации.

## Текущая структура[1]
- Министр транспорта
  - Заместитель министра
  - Помощники заместителя министра (2 должности)
    - Помощник заместителя министра по вопросам охраны и безопасности
      - Ассистент помощника заместителя министра по вопросам охраны и безопасности

    - Помощник заместителя министра по программам
    - Помощник заместителя министра по политике
      - Ассистент помощника заместителя министра по политике

    - Главный финансовый директор и помощник заместителя министра по финансам и менеджменту
    - Директор по обслуживанию и цифровым технологиям
    - Генеральный директор по коммуникациям
    - Главный специалист по аудиту и оценке
    - Главный юрисконсульт
    - Региональный заместитель министра по Атлантическому региону
    - Региональный заместитель министра по Квебеку
    - Региональный заместитель министра по Онтарио
    - Региональный заместитель министра по Северному региону
    - Региональный заместитель министра по Тихоокеанскому региону
    - Помощник заместителя министра
    - Помощник заместителя министра по поставкам
    - Помощник заместителя министра по железной дороге
    - Генеральный директор по кадрам

## Полномочия
Министерство транспорта Канады отвечает за соблюдение ряда законов, включая Закон об аэронавтике, Закон о перевозке опасных грузов (1992), Закон о безопасности автотранспортных средств, Закон о транспорте Канады, Закон о безопасности железных дорог, Закон о судоходстве Канады (2001), Закон о безопасности морского транспорта и других. В Уголовном кодексе Канады закреплено, что инспекторы министерства наделены всеми правами и полномочиями для осуществления правоприменительной практики по этим нормативным актам.

## Критика
Министерство транспорта Канады неоднократно подвергалось критике и оказывалось в центре скандалов. 
Переход Министерства транспорта Канады к системам управления безопасностью (SMS) в регулировании гражданской авиации подвергся критике. Информатор Хью Дэнфорд, бывший инспектор Министерства, выступил с официальной критикой этого подхода, указав, что он увеличит риск для пассажиров и что внедрение SMS в авиационный сектор — это «рецепт катастрофы». Железнодорожная отрасль Канады, где система SMS действует с 2001-го, продемонстрировала заметный рост числа несчастных случаев к 2006 году. Однако уровень авиационных происшествий в Канаде снижался в течение ряда лет до 2008 года.
Министерство подверглось критике в 2008 году за отказ одобрить электромобили, произведённые в Канаде.
Канадская ассоциация журналистов в 2008 году подвергла критике законопроект о внесении поправок в Закон об аэронавтике, заявив, что он приведёт к тому, что «завеса секретности скроет всю информацию, сообщаемую авиакомпаниями о производительности, нарушениях безопасности, проблемах безопасности полетов и их решении».
В сентябре 2009 года телепрограмма «Пятая власть» CBC подготовила отчёт «Riding on Risk», в котором подробно описывались предполагаемые злоупотребления и сокрытия в Министерстве. История была спровоцирована потерянной картой памяти, которую нашёл студент-журналист. Карта содержала множество документов, свидетельствующих об усилиях инспекторов и предполагаемой неспособности руководства Министерства обеспечить соблюдение правил авиационной безопасности. В отчёте также подробно описывались предполагаемые репрессии — и страх репрессий — в отношении информаторов и других сотрудников.
Несколько старших руководителей Министерства транспорта Канады, включая помощника заместителя министра по вопросам охраны и безопасности Марка Грегуара, были привлечены к ответственности в 2008 году за репрессии против другого осведомителя, Йена Брона. Он сообщил, что структура морской безопасности изобилует пробелами.
В сентябре 2009 года Министерство транспорта Канады предположительно мошенническим образом списало расходы на несуществующий проект трубопровода в долине реки Маккензи. Эта история всплыла после неоднократных попыток эксперта Кена Рубина получить доступ к информации и неоднократных отрицаний со стороны Министерства того, что компрометирующие документы существовали или что имели место какие-либо нарушения.
23 декабря 2013 года стало известно, что инспектор Министерства был уволен за фальсификацию отчётов, однако личность виновного не разглашалась. 
В 2017 году Министерство предложило правила для дронов, которые подверглись широкой критике.
В результате крушения рейсов 610 Lion Air и 302 Ethiopian Airlines, большинство авиакомпаний и стран начали приостанавливать полеты Boeing 737 MAX 8 (а во многих случаях и всех вариантов MAX) из-за проблем безопасности, но Министерство отказалось временно приостановить полеты Boeing 737 Max 8 в Канаде. Однако 13 марта 2019 года Министерство отменило это решение и приостановило полеты всех самолетов Boeing 737 MAX 8 и MAX 9.